# Chris Charlesworth
Chris Charlesworth je hudební publicista a spisovatel. Je známý především svým dílem o The Who, pro které také pracoval jako hudební producent. Svou kariéru začal jako novinář pro Bradford Telegraph, v letech 1970–1977 psal pro Melody Maker. Kromě toho přispíval do mnoha dalších amerických i britských časopisů a psal knihy o mnoha kapelách. Žije v Surrey.

## Vybrané dílo
- David Bowie: Profile (1981)
- The Who - the illustrated biography (1982)
- Deep Purple (1983)
- David Bowie Archive (1987)
- Elton John (1987)
- The Complete Guide to the Music of Paul Simon and Simon & Garfunkel (1996)
- The complete guide to the music of the Who (2004)
- Twenty Five Albums that Rocked the World (2009)
- David Bowie Black Book (2013)

## Diskografie
- The Who
  - The Who by Numbers - hudební producent
  - Thirty Years of Maximum R&B